# 下貝雷濟夫
48°24′9″N 24°51′7″E / 48.40250°N 24.85194°E
下貝雷濟夫（羅馬化：Nyzhnii Bereziv）是烏克蘭伊萬諾-弗蘭科夫斯克州科西夫區亞布盧尼夫市鎮的村落，處於柳奇卡河畔，始建於993年，面積20.33平方公里，2001年人口1,231。